# 大黒島 (室蘭市)
大黒島（だいこくじま）は、日本の北海道室蘭市に属し、絵鞆半島の先にある島である。

## 概要
室蘭港の港口にある。島の面積は0.024km2、標高は35m。島の周囲は約700メートルである。島名は、天保9年（1838年）から7年間、この地域の場所請負人であった岡田半兵衛が、安全祈願のため島内に大黒天を祀ったことに由来する。
イギリス船であるプロビデンス号のデンマーク人水兵ハンス・オルソンが事故で亡くなった際、島内に埋葬されている。このため、オルソン島の名で呼ばれることもある。
噴火湾を横断する水中トンネルの構想が起こった際、その実験トンネルとして絵鞆半島から大黒島の間の水中トンネルが計画された。
昭和中期では遊覧船が上陸する観光スポットとなっていた。灯台の消灯以降も一般開放されていたが来訪者も減り、現在は一般者の大黒島への立ち入りは禁じられている。

## 灯台
島内にはかつて室蘭灯台（大黒島灯台）があり1891年（明治24年）に点灯した。1926年（大正15年）には四角い建物に丸屋根の建物が完成。しかし、1974年（昭和49年）に消灯し、1978年（昭和53年）に霧笛も廃止されており、建物の老朽化が進んでいる。
2022年9月に土木学会選奨土木遺産に認定された。